# Peugeot 301 (2012)
Peugeot 301 – samochód osobowy z nadwoziem typu sedan klasy kompaktowej produkowany pod francuską marką Peugeot od 2012 roku.

## Historia i opis modelu

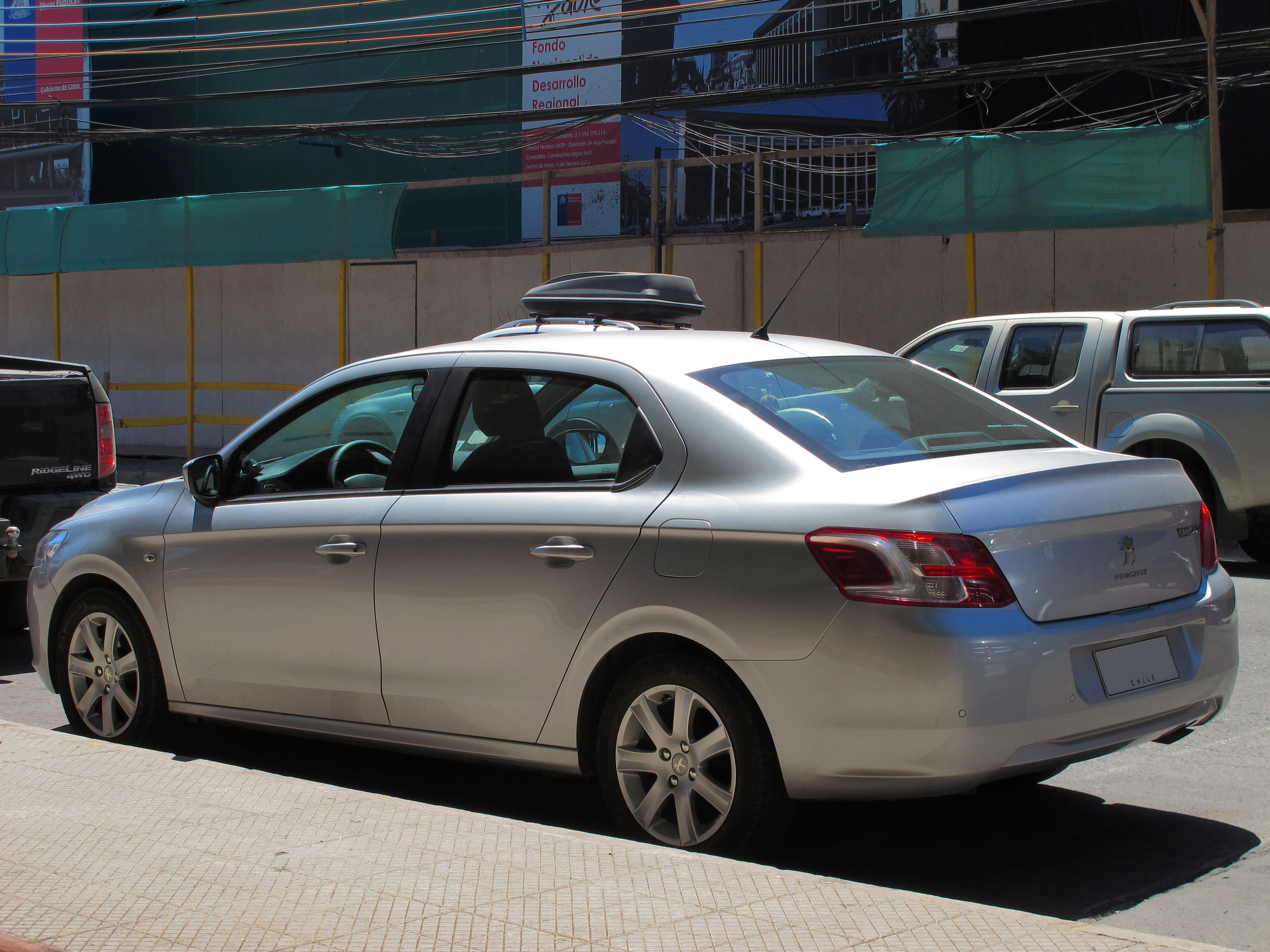
Peugeot 301 - tył

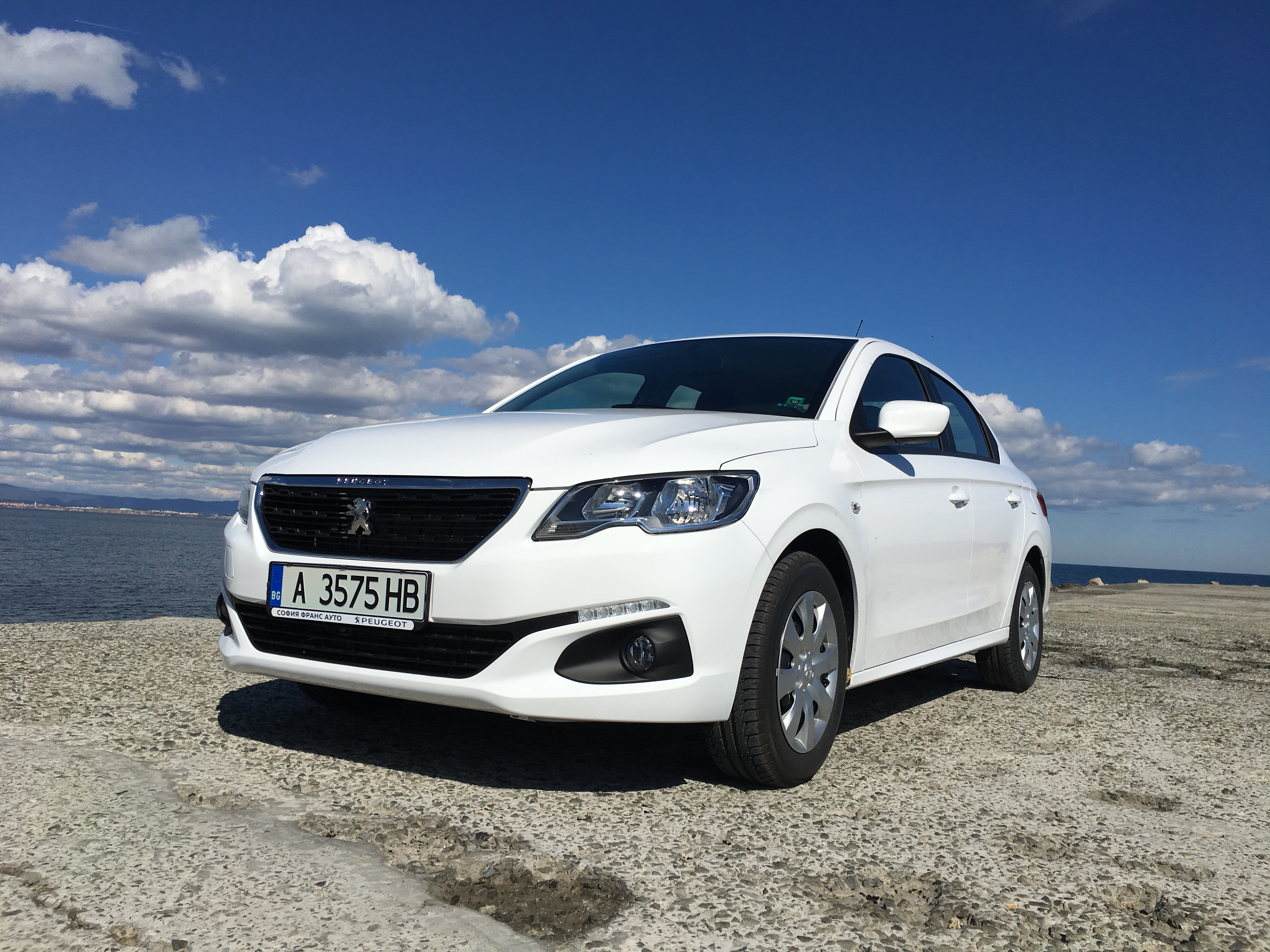
Peugeot 301 po liftingu

Samochód przeznaczony jest na rynki Środkowej, Wschodniej i Południowej Europy, Środkowego i Bliskiego Wschodu a także Zatoki Perskiej, Afryki, Chin, Japonii i Korei Południowej oraz krajów Ameryki Środkowej i Południowej.
Jest to całkowicie nowy model, niemający nic wspólnego z modelem 308; reprezentuje on nową, budżetową linię modelową Peugeota z „1” na końcu. Bliźniacza wersja ze znaczkiem Citroëna nosi nazwę C-Elysée.
W 2020 roku model został wycofany z polskiego rynku z powodu zbyt niskiej sprzedaży. W Polsce oferowany jest nadal bliźniaczy model – Citroën C-Elysée.

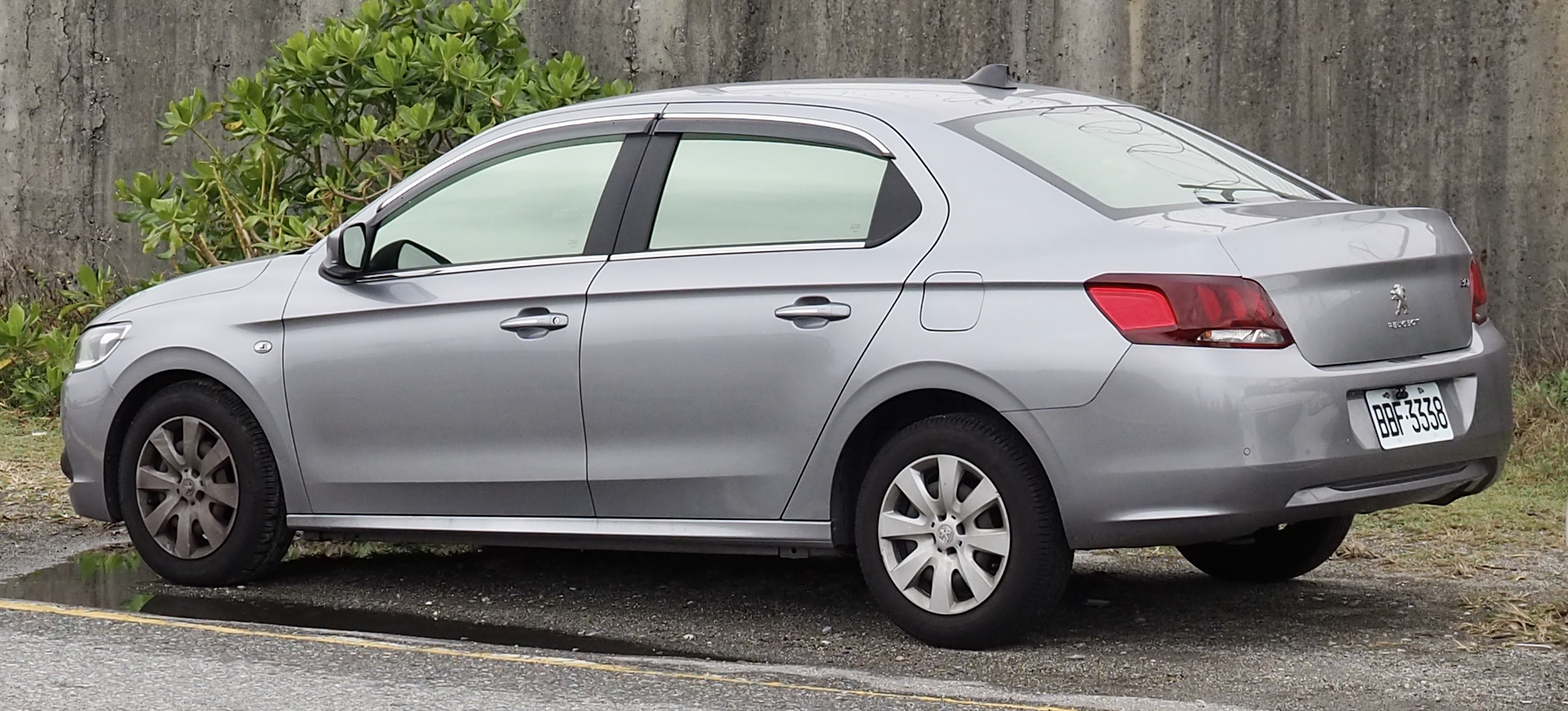
Peugeot 301 po liftingu - tył

Wersje wyposażeniowe:
- Access
- Active
- Allure